# 弗雷梅尼勒
弗雷梅尼勒（法語：Fréménil，法語發音：[fʁemenil]）是法国默尔特-摩泽尔省的一个市镇，属于吕内维尔区。

## 地理
弗雷梅尼勒（48°33'55"N, 6°42'46"E）面积3.04 平方千米，位于法国大東部大區默尔特-摩泽尔省，该省份为法国东北部内陆省份，是洛林的一部分，北邻比利时、卢森堡，北起顺时针与摩泽尔省、下莱茵省、孚日省和默兹省接壤。
与弗雷梅尼勒接壤的市镇（或旧市镇、城区）包括：贝纳梅尼勒、比里维尔、栋热万、埃尔贝维莱、奥热维莱、圣马丹。

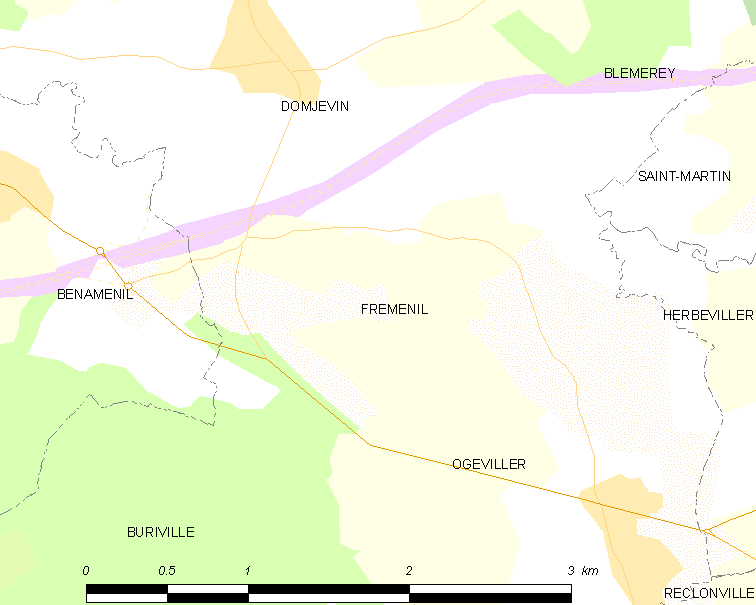
弗雷梅尼勒的OSM定位图

弗雷梅尼勒的时区为UTC+01:00、UTC+02:00（夏令时）。

## 行政
弗雷梅尼勒的邮政编码为54450，INSEE市镇编码为54210。

## 政治
弗雷梅尼勒所属的省级选区为巴卡拉县。

## 人口

1962-2008年间弗雷梅尼勒人口变化图示

弗雷梅尼勒于2022年1月1日时的人口数量为223人。